# علياء (مغنية)
علياء (بالسلوفينية: Alya)‏ هي مغنية سلوفينية، ولدت في 28 مايو 1983 في Mozirje ‏ في سلوفينيا.

## وصلات خارجية
- الموقع الرسمي
- علياء على موقع ميوزك برينز (الإنجليزية)
- علياء على موقع ديسكوغز (الإنجليزية)